# Mon frère chasse les dinosaures
 (janvier 2024).
Pour plus de détails, voir Fiche technique et Distribution.
Mon frère chasse les dinosaures est un film de 2019 réalisé par Stefano Cipani, basé sur le roman du même nom de Giacomo Mazzariol.

## Résumé
Giacomo, dit « Jack », est un jeune garçon qui vit à Pieve di Cento, avec ses parents Davide et Katia et ses sœurs aînées Chiara et Alice. Un jour, il apprend qu'il aura bientôt un petit frère, qui s'appellera Giovanni (Giò). A la naissance de ce dernier, Jack et sa famille découvrent que Giovanni est atteint du syndrome de Down. Au début, Jack est heureux, car il pense que son petit frère est une sorte de super-héros, mais avec le temps, il comprendra que ses parents lui ont laissé croire quelque chose de très différent de la réalité.
Des années plus tard, Jack rentre au lycée avec Vittorio (Vitto), son meilleur ami. Jack y rencontre Arianna et il tombe amoureux d'elle, alors il décide d'aller dans la même école que la jeune fille, persuadant Vittorio de le suivre. Une fois arrivé à l'école, Jack souffre de sa timidité et aimerait ressembler à ses camarades de classe plus âgés alors il rejoint le groupe d'Arianna pour l'impressionner. Il décide d'intégrer le groupe de musique des deux garçons les plus populaires de l'école. Mais Jack se sent souvent mal à l'aise et il est incapable de dire à qui que ce soit qu'il a un frère trisomique. Son silence sur le sujet se transforme peu à peu en un mensonge de plus en plus gros.
Jack découvre que le groupe dans lequel il joue a une chaîne YouTube et il la montre à sa famille. Le petit Giovanni décide alors de faire lui aussi des vidéos et les met sur YouTube aidé par Vittorio. Jack découvre les vidéos parce que certains de ses camarades les voient et il les supprime, rejetant la faute sur un groupe néo-nazi imaginaire.
La famille du garçon ne pouvant ignorer l'incident organise une manifestation contre le prétendu mouvement néonazi à laquelle participent également Jack, Arianna et sa classe. Finalement décidé à arrêter de mentir, Jack avoue publiquement qu'il a supprimé les vidéos de Giovanni et qu'il a menti à propos de son frère.
Jack a déçu tout le monde et tout le monde est en colère contre lui. Mais finalement il s'excuse auprès de sa famille, de sa classe et surtout auprès de Vittorio et Arianna, et ils redeviennent meilleurs amis.

## Production
Le film a été tourné à Cento, Pieve di Cento, Anzola dell'Emilia et Bologne.

## Distribution
Le film est sorti dans les cinémas italiens à partir du 5 septembre 2019.

## Accueil

### Recette
Le film a rapporté 2,5 millions d'euros.
En Italie, il se classe à la 36e place des films les plus regardés de la saison 2019/2020.

## Récompenses
- 2020 - David de Donatello
  - David Jeune
  - Nomination de la meilleure actrice dans un rôle principal pour Isabella Ragonese
- 2020 - Prix du cinéma européen
  - Prix du Jeune Public de l'Académie du Film Européen
- 2020 - Ciak doré
  - Nomination pour la meilleure première œuvre à Stefano Cipani[4]